# Werner von Levetzau
Werner Carl Julius Gottlob von Levetzau (23. november 1822 i Itzehoe – 21. marts 1899) var en holstensk amtmand, broder til Wilhelm von Levetzau.

## Biografi
Han var søn af overhofmarskal Joachim Godsche von Levetzau, blev født 23. november 1822 i Itzehoe, tog 1847 juridisk eksamen i Kiel og blev samme år volontør i Rentekammeret og kammerjunker. Året efter udnævntes han til landfoged på Sild og 1859 til amtmand over Ahrensbök- og Plön Amter. 1865 udnævnte den preussiske regering ham til amtmand over Åbenrå Amt og 1867 til landråd i Åbenrå Kreds, fra hvilket embede han 1889 fik sin afsked. Samme år arvede han substitutionen for Stamhuset Restrup.
Han ægtede 21. juli 1857 Fanny Marie Louise Anna komtesse Blücher-Altona (29. juli 1829 – 7. november 1893), datter af kammerherre, hofchef Gustav greve Blücher-Altona og døde 21. marts 1899.